# Europa (raket)

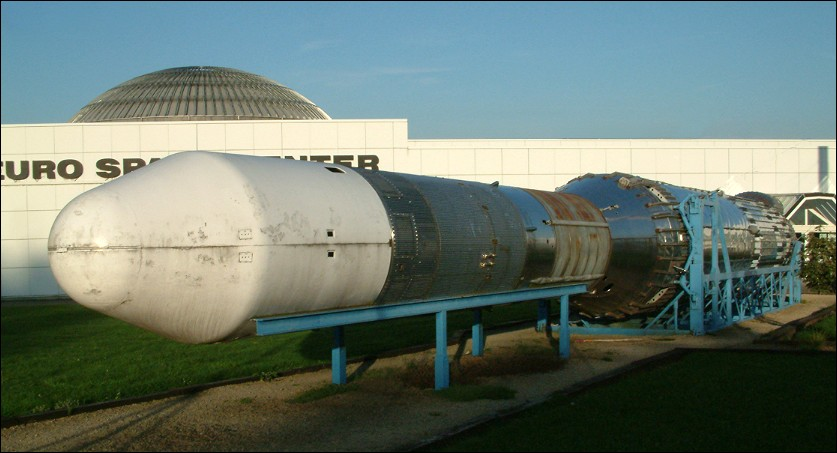
Europa-2-raket

De Europaraket was in de jaren 70 van de 20e eeuw de eerste poging van de Europese landen om een eigen lanceervoertuig te bouwen. Hiertoe riep een aantal Europese landen verenigd in de ELDO het Europa-lanceerderprogramma in het leven.
Er bestonden drie versies van de Europaraket, de Europa-1, -2 en -3. De Europa-1 was grotendeels samengesteld uit al dan niet gemodificeerde bestaande militaire raketten, zoals de Britse Blue Streak die als eerste trap fungeerde.
De ontwikkelingsversies van de Europa-1 en -2 werden gelanceerd vanaf de Australische lanceerbasis Woomera Test Range. Van de ruim tien proeflanceringen was geen enkele een volledig succes. Vanwege dit gebrek aan voortgang werd het programma gestopt, inclusief de inmiddels gestarte ontwikkeling van de Europa-3.
Frankrijk begon vervolgens met een eigen lanceervoertuigprogramma, de L3S. Nadat de ELDO in 1975 was opgegaan in de Europese Ruimtevaartorganisatie ESA werd het L3C-project door ESA overgenomen. Dit resulteerde in de succesvolle Ariane-raket, waarvan het prototype van de eerste versie (Ariane 1) op 24 december 1979 met succes werd gelanceerd vanaf de lanceerbasis Centre Spatial Guyanais bij Kourou (Frans-Guyana).

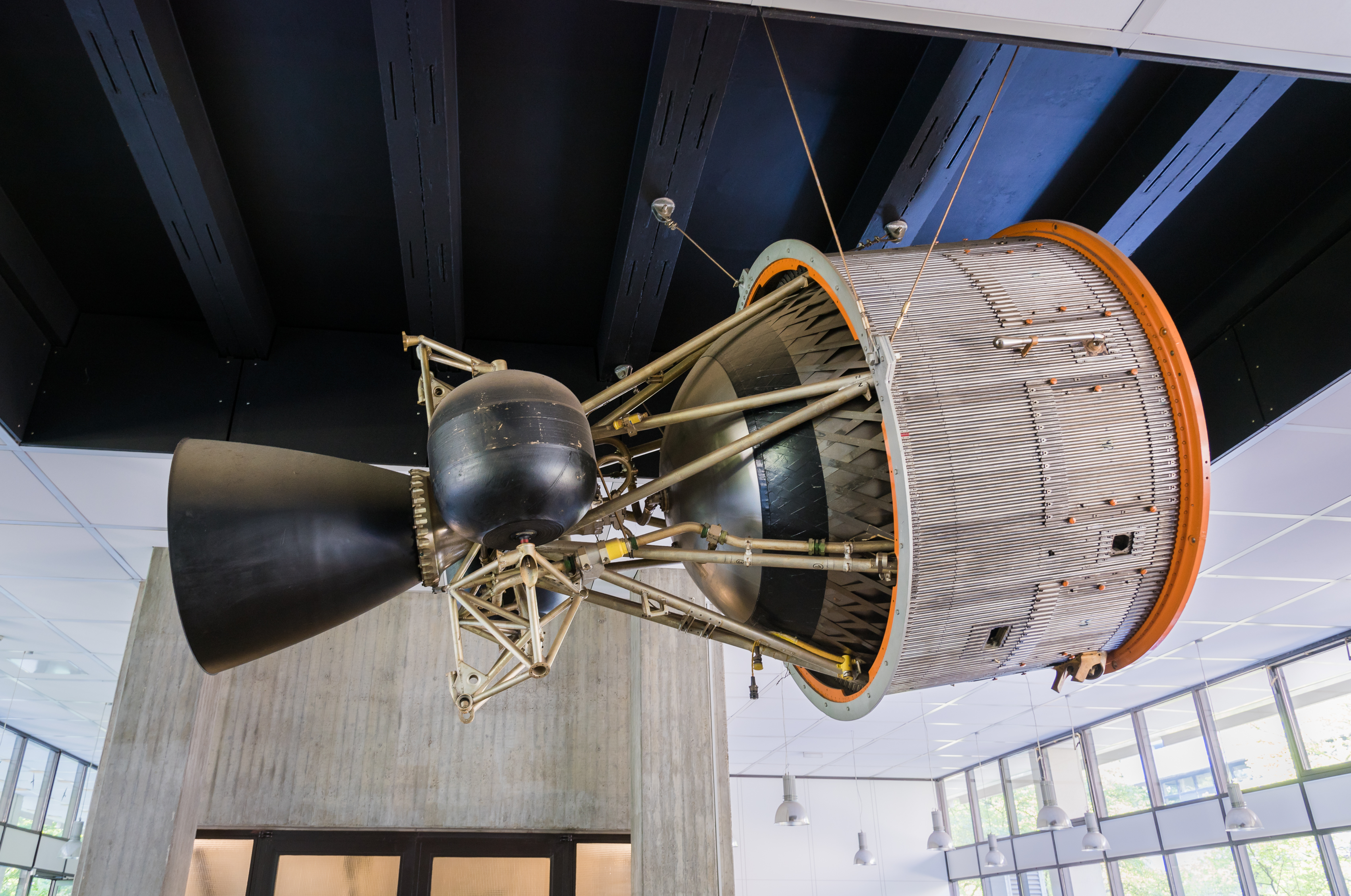
Astris, de derde rakettrap van de Europa-1
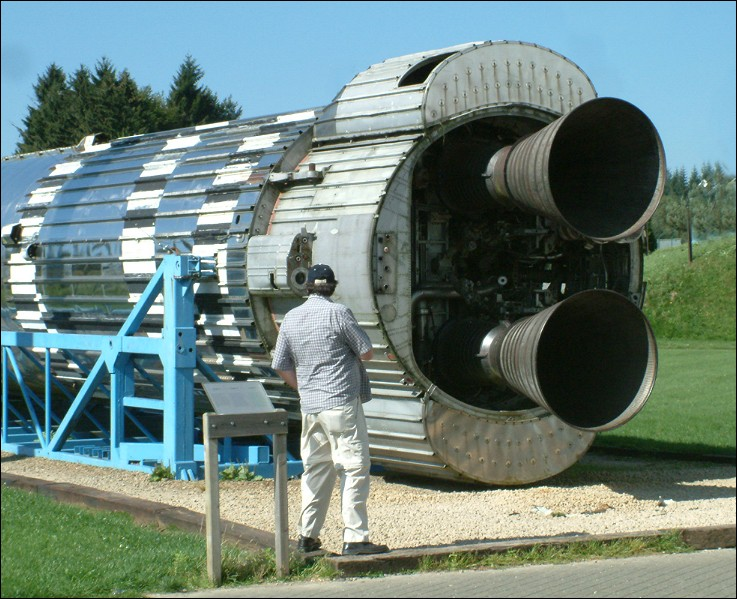
Rolls-Royce RZ-12-motoren van de Europa-2
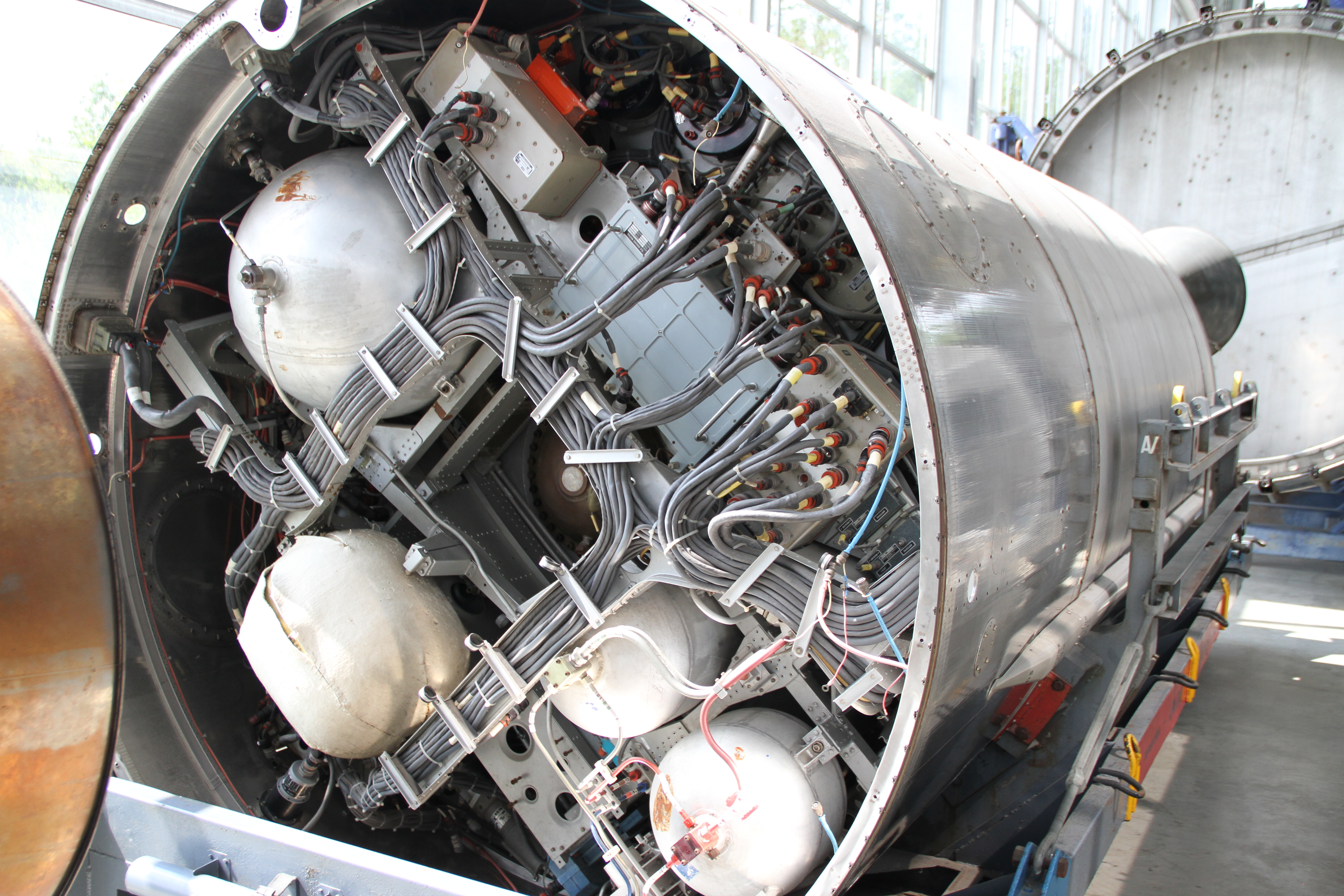
Coralie